# براء مرعي
براء سامي موسى مرعي (وُلِدَ في 13 أبريل 1994 في السعودية) لاعب كرة قدم أردني فلسطيني، من عائلة فلسطينية من مدينة طولكرم بالضفة الغربية، ويحمل الجنسية الفلسطينية، والجنسية الأردنية. يلعب مع النادي الفيصلي الأردني والمنتخب الأردني لكرة القدم، وله مجموعة من المباريات الدولية، وشارك في كأس آسيا عام 2019 وكأس آسيا عام 2023.

## نشأته
وُلِدَ براء سامي موسى مرعي بتاريخ 13 أبريل 1994 في السعودية لعائلة فلسطينية من مدينة طولكرم بالضفة الغربية.

## أبرز النوادي التي لعب فيها
- النادي الفيصلي (الأردن).
- نادي شباب الأردن (الأردن).
- نادي أبها (السعودية).
- نادي الطائي (السعودية).

## بعض مشاركاته الدولية
- مباراة ودية مع لبنان بتاريخ 31 أغسطس 2016.[7]
- مباراة مع البحرين بتاريخ 4 سبتمبر 2016.[7]
- مباراة مع ألبانيا بتاريخ 10 أكتوبر 2018.[7]
- مباراة مع كرواتيا بتاريخ 15 أكتوبر 2018.[7]
- مباراة مع قيرغيزستان بتاريخ 20 ديسمبر 2018.[7]
- مباراة مع الصين بتاريخ 28 ديسمبر 2018.[7]
- مباراة مع سلوفاكيا بتاريخ 7 يونيو 2019.[7]
- مباراة مع السعودية بتاريخ 10 أغسطس 2019.[7]
- مباراة مع ماليزيا بتاريخ 30 أغسطس 2019.[7]
- مباراة مع سنغافورة بتاريخ 5 أكتوبر 2019.[7]

## بعض أهدافه الدولية
| #  | التاريخ      | المكان               | النتيجة | الخصم    | البطولة                   |
| -- | ------------ | -------------------- | ------- | -------- | ------------------------- |
| 1. | 17 مايو 2014 | الرام، الضفة الغربية | 4–0     | سريلانكا | بطولة فلسطين الدولية 2014 |